# Kim An, Lục An
Kim An (chữ Hán giản thể: 金安区, Hán Việt: Kim An khu) là một quận thuộc địa cấp thị Lục An, tỉnh An Huy, Cộng hòa Nhân dân Trung Hoa. Quận này có diện tích 1654 km2, dân số 830.000 người, mã số bưu chính 237005, quận lỵ tại đường Nhân dân. Về mặt hành chính, quận này được chia thành 3 nhai đạo, 11 trấn và 14 hương. 
- Nhai đạo: Đông Thị, Trung Thị, Tam Lý Kiều.
- Trấn: Mã Đầu, Đông Kiều, Mộc Hán, Song Hà, Tôn Cương, Xuân Thụ, Tam Thập Phô, Trương Điếm, Mao Thản Hán, Đông Hà Khẩu, Thi Kiều.
- Hương: Cửu Lý Câu, Vọng Thành Cương, Ông Đôn, Bái Đông, Thành Bắc, Tiên Sinh Điếm, Trung Điếm và Hoàng Đường Cương.